# Heaven Knows, Mr. Allison
Heaven Knows, Mr. Allison (bra: O Céu É Testemunha; prt: O Espírito da Carne, ou O Espírito e a Carne) é um filme estadunidense de 1957, dos gêneros drama, guerra e romance, dirigido por John Huston, com roteiro de John Lee Mahin e do próprio Houston baseado no romance homônimo de Charles Shaw.

## Elenco
- Deborah Kerr...Irmã Angela
- Robert Mitchum...Cabo Allison

## Sinopse

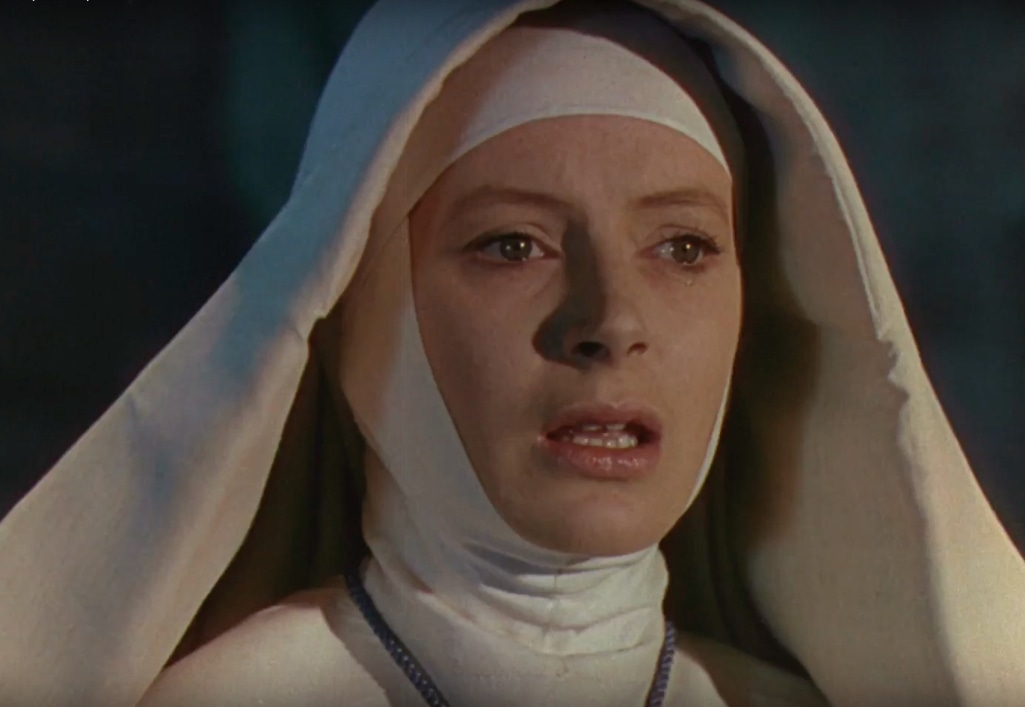
Deborah Kerr como Irmã Angela

No sul do Pacífico em 1944, durante a Segunda Guerra Mundial, o fuzileiro naval dos Estados Unidos cabo Allison era tripulante de um submarino quando houve um ataque dos japoneses, o que o deixou desacordado e perdido no mar dentro de um bote salva-vidas. Ele chega a uma ilha desabitada a 500 km ao norte das Fiji. Ao encontrar uma aldeia em ruínas ele conhece a freira irmã Angela, que estava ali havia quatro dias, fugindo de uma invasão japonesa. Os dois ficam amigos e iniciam a construção de uma jangada, mas o trabalho é interrompido pela chegada de tropas japonesas. Se escondem numa caverna até que os japoneses partem para uma batalha naval perto dali. Allison espera que a luta tenha sido vencida pelos aliados e aguarda o desembarque dos companheiros mas isso não acontece, deixando-o frustrado e em sua raiva assusta Angela ao dizer que poderão ficar ali durante anos.

## Produção
O filme teve locações em Trinidad e Tobago o que permitiu a Huston e a Fox usarem fundos bloqueados no Reino Unido e receberem financiamento britânico. A história do filme se passa numa época mais tardia da Segunda Guerra Mundial do que a do livro. No filme os aliados já estão na ofensiva e tomam a ilha enquanto no livro Allison vinha da Batalha de Corregidor.
O roteiro compara alguns ritos da Igreja Católica com o dos Fuzileiros Navais dos Estados Unidos. A Legião Nacional da Decência monitorou de perto a produção, enviando representantes para acompanharem as filmagens.
Os fuzileiros forneceram as tropas para a invasão no clímax do filme. Seis japoneses que viviam no  Brasil aparecem como os principais figurantes dessa nacionalidade enquanto chineses das lavanderias e restaurantes de Trinidad e Tobago representaram os outros soldados japoneses.

## Prêmios e indicações
- Indicado ao Oscar de melhor atriz (Deborah Kerr) e Oscar de melhor roteiro adaptado.[carece de fontes?]